# Mosaique Face
Mosaique Face, född 20 april 2009 i Vomb i Skåne län, är en svensk varmblodig travhäst. Han går ibland under smeknamnet "Musse". Han är uppfödd, tränades och kördes av Lutfi Kolgjini. I ett par starter kördes han av Adrian Kolgjini.
Mosaique Face tävlade mellan 2012 och 2017 och sprang in 14,4 miljoner kronor på 75 starter varav 17 segrar, 17 andraplatser och 5 tredjeplatser. Han tog karriärens största segrar i Svenskt Travderby (2013), Grand Prix l’UET (2013), Sweden Cup (2014), Jämtlands Stora Pris (2014), H.K.H. Prins Daniels Lopp (2015), UET Trotting Masters (2015, Hugo Åbergs Memorial (2016) och Steinlagers Æresløp (2017). Han kom även på andraplats i Premio Going Kronos (2012), Årjängs Stora Sprinterlopp (2014), Svenskt Mästerskap (2014, 2016) och Elitloppet (2015).
Han deltog i världens största travlopp Prix d'Amérique två gånger (2015, 2016), men blev oplacerad båda gångerna.
Han utsågs till "Årets 4-åring" (2013) och "Årets Äldre" (2015).

## Karriär

### Tiden som unghäst (2012–2013)

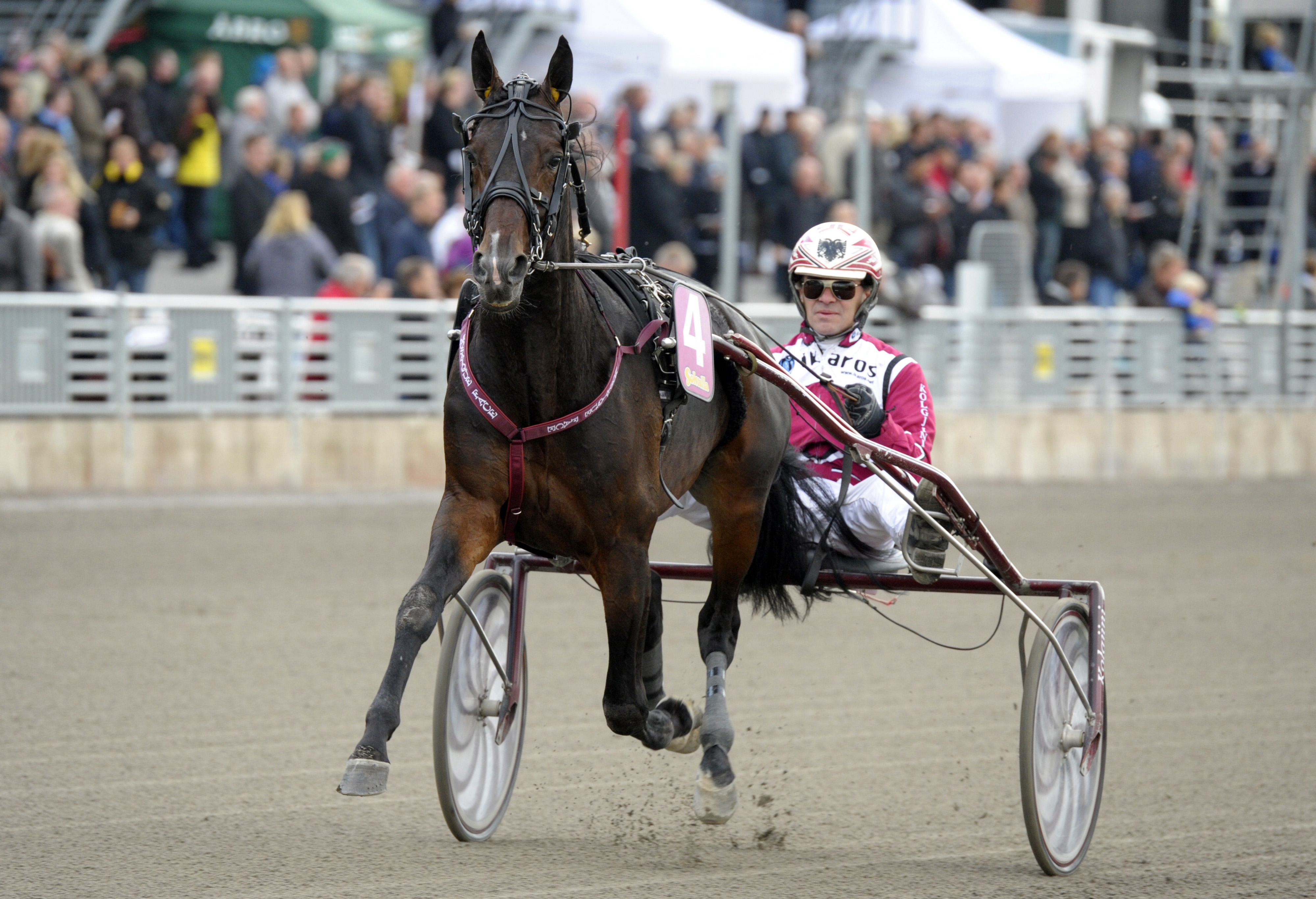
Mosaique Face och Lutfi Kolgjini inför ett lopp i september 2013.

#### Debutsäsongen
Mosaique Face började tävla som treåring och gick sitt första kvallopp den 13 mars 2012 på Jägersro. I kvalloppet kördes han av Adrian Kolgjini (som då var lärling). Han debuterade sedan i lopp och tog sin första seger den 29 mars på Åbytravet, körd av sin uppfödare, tränare och sedermera ordinariekusk Lutfi Kolgjini. Debuten följdes upp med ytterligare en seger den 17 april på hemmabanan Jägersro. I den tredje starten den 29 april i ett treåringslopp på Åbytravet kom karriärens första förlust, då han slutade på andraplats.
Den 19 juni på Sundbyholms travbana i Eskilstuna deltog han i ett uttagningslopp till svenska Breeders' Crown för treåriga hingstar och valacker. Han slutade på femteplats efter att ha galopperat i loppets inledning och tappat flera meter till konkurrenterna. Nästa start gjordes under Sprintermästarhelgen den 5 juli på Halmstadtravet, i ett lopp som han vann på nytt svenskt rekord för treåringar över 2140 meter med voltstart. I detta lopp tävlade han även barfota runt om för första gången i karriären. Därefter gjorde han sin första start inom V75 – i ett treåringslopp under tävlingsdagen för Stochampionatet på Axevalla travbana den 21 juli, där han kom på andraplats. Ytterligare en start inom V75 gjordes den 31 juli i Premio Going Kronos på Jägersro, där han återigen slutade på andraplats. Säsongen avslutades efter starten i Kriterierevanschen på Solvalla den 14 november, där han kom på sjätteplats. Totalt sprang Mosaique Face in cirka 480 000 kronor på 13 starter varav fem segrar och fem andraplatser under debutsäsongen 2012.

#### Fyraåringssäsongen
Säsongen 2013 årsdebuterade Mosaique Face i ett fyraåringslopp den 5 mars på Jägersro, där han kördes av Adrian Kolgjini. Ekipaget vann loppet med tre längder från ledningen. Årsdebuten följdes upp med en start i Bronsdivisionen inom V75 den 23 mars på Jägersro, då också Lutfi Kolgjini var tillbaka i sulkyn. Ekipaget slutade på femteplats. Denna start var första gången som han tävlade mot äldre hästar. Därefter följde ytterligare en start i Bronsdivisionen den 6 april på Mantorpstravet, där han slutade på andraplats (slagen med en hals). Han slutade därefter även på andraplats i Bronsdivisionens final den 20 april på Åbytravet, då han återigen förlorade med en hals. Den 2 maj startade han i ett uttagningslopp till Konung Gustaf V:s Pokal på Åbytravet. Han slutade på femteplats och kvalificerade sig därmed inte för finalen. Den 1 juni startade han i Ina Scots Ära på Mantorpstravet, där han kom på tredjeplats. Han reste därefter till Frankrike, för att den 15 juni starta i Prix Raymond Fouard på Vincennesbanan utanför Paris. Han skar mållinjen på femteplats, men diskvalificerades. Detta var hans första start utanför Sverige. Han var sedan tillbaka på svensk mark för start den 4 juli i Sprintermästaren på Halmstadtravet. Han kom på sjätteplats i sitt försökslopp, och kvalificerade sig därmed inte för finalen senare samma eftermiddag. I nästföljande start, i Prix Cagnes-sur-Mer under Hugo Åbergskvällen den 30 juli på Jägersro, slutade han oplacerad bakom vinnaren Magic Tonight.
Den 20 augusti var det dags för start i uttagningsloppet till Svenskt Travderby på Jägersro. Han tillhörde inte favoriterna i loppet på förhand (spelad till vinnaroddset 19,8), men efter att ha pressat sig till ledningen från spår 9 kom han till slut på andraplats i uttagningsloppet bakom Stefan Melanders Porthos Amok. Han kvalificerade sig därmed bland de två som gick vidare till finalen. Finalen gick av stapeln den 1 september på Jägersro. I detta lopp tävlade han barfota runt om för andra gången i karriären. Han tillhörde återigen inte favoriterna på förhand (spelad till vinnaroddset 16,40), men efter att ha tagit ledningen från spår 7 vann han loppet på segertiden 1.12,4 över 2640 meter med autostart. Segertiden var den dittills snabbaste genom tiderna i Svenskt Travderby och innebar nytt svenskt rekord för fyraårigar. Rekordet slogs året därpå, men är idag (2017) den näst snabbaste vinnartiden genom tiderna i Svenskt Travderby. Den svenska derbysegern följdes upp med segrar i även uttagnings- och finallopp av Grand Prix l’UET (Europaderbyt) den 18 respektive 29 september på Solvalla. I finalen vann han på segertiden 1.10,8 över 2140 meter med autostart, vilket innebar nytt svenskt rekord för fyraåringar. De dubbla derbysegrarna avslutade säsongen 2013 för Mosaique Face. Totalt sprang han in 4,2 miljoner kronor på 13 starter varav fyra segrar (årsdebuten samt säsongens tre sista starter) under säsongen.
Vid den svenska Hästgalan den 8 februari 2014 blev Mosaique Face utsedd till "Årets 4-åring" för sina insatser under säsongen 2013. Han var även en av de fyra nominerade hästarna i kategorin "Årets Häst".

### Tiden i världseliten (2014–2017)

#### Säsongen 2014

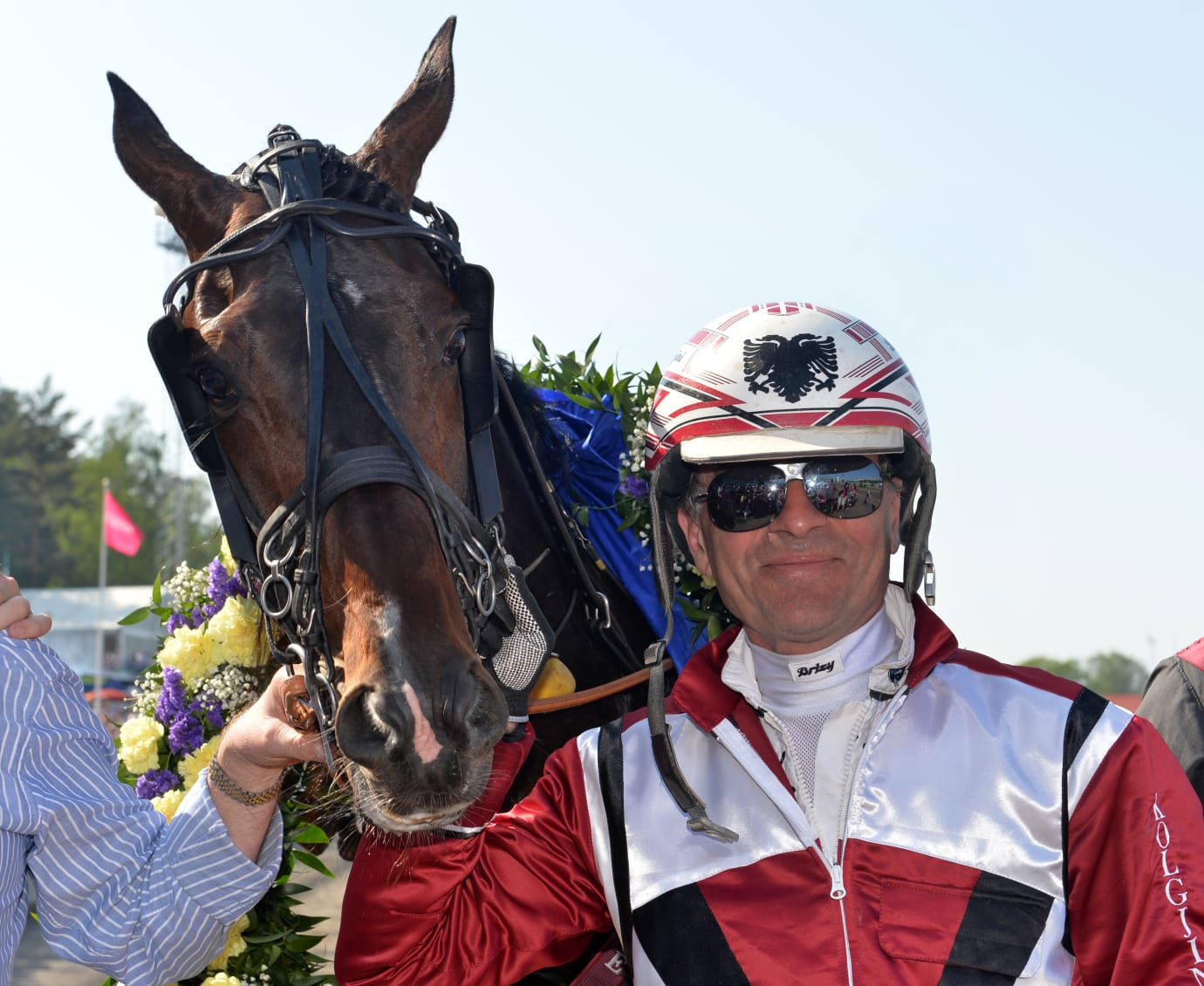
Mosaique Face och Lutfi Kolgjini efter segern i Sweden Cup 2014.

Säsongen 2014 årsdebuterade Mosaique Face den 19 mars på Jägersro. Likt i årsdebuten 2013 kördes han av Adrian Kolgjini. Ekipaget slutade oplacerade på sjundeplats. I säsongens andra start var Lutfi Kolgjini tillbaka i sulkyn. Han kom då på fjärdeplats i Kjell P. Dahlströms Minne den 7 april på Mantorpstravet, efter att ha travat i ledningen. Därefter startade han den 19 april i Klosterskogen Grand Prix i Skien i Norge, där han slutade på andraplats efter att Oasis Bi spurtat förbi honom via open stretch. Efter loppet diskuterades Mosaique Face som en potentiell kandidat till att delta i 2014 års upplaga av Elitloppet, men tränare Kolgjini menade att det främst var hans andra stjärna Raja Mirchi som han siktade emot Elitloppet med. Den 11 maj startade han i Danmarks största travlopp Copenhagen Cup i Köpenhamn. Han startade från spår 7 och lyckades därifrån ta sig till ledningen. Efter att ha kommit till ledningen och fått dra ned tempot galopperade han dock, varpå han togs ur fältet och diskvalificerades. Han galopperade efter att ha blivit rädd för en vit uppvisningshäst som var kvar och sprang på banans innerplan. Kolgjini var kritisk till Charlottenlund Travbane efteråt och menade att hans hästägare borde stämma banan för denna incident som förstörde loppet för Mosaique Face.
Copenhagen Cup följdes upp med segrar i både försöks- och finallopp av Sweden Cup under Elitloppshelgen den 24 maj på Solvalla. Därefter startade han i Jämtlands Stora Pris på Östersundstravet den 7 juni, körd av Adrian Kolgjini (som då var lärling). Ekipaget vann loppet, och detta var även Adrian Kolgjinis första storloppsseger i karriären. Segern följdes upp med ytterligare en start för ekipaget den 12 juli i Årjängs Stora Sprinterlopp på Årjängstravet, där de kom på andraplats bakom vinnaren Magic Tonight. Därefter startade han den 29 juli i Hugo Åbergs Memorial på Jägersro, och Lutfi Kolgjini var tillbaka i sulkyn. Ekipaget slutade oplacerade, efter att Mosaique Face galopperat i segerstriden i utgången av slutkurvan. Den 20 augusti skulle han ha startat i Jubileumspokalen på Solvalla, men ströks inför loppet på grund av dåliga blodvärden. Han var tillbaka på tävlingsbanan den 6 september, då han startade i Birger Bengtssons Minne på Jägersro. Han slutade där oplacerad. Därefter startade han i finalen av UET Trotting Masters den 14 september på Charlottenlund Travbane i Köpenhamn, där han kom på andraplats. Han kom även på andraplats (slagen med en hals av On Track Piraten, som spurtade förbi via open stretch) i Svenskt Mästerskap den 11 oktober på Åbytravet. Säsongens sista start på svensk mark gjordes sedan den 25 oktober i C.L. Müllers Memorial på Jägersro, där han slutade oplacerad. Därefter togs han till Frankrike, där han gjorde två starter på Vincennesbanan utanför Paris under december 2014. Han slutade oplacerad i båda loppen. Vid en summering av året kan konstateras att Mosaique Face sprang in cirka 3 miljoner kronor på 15 starter varav tre segrar under sin första säsong i den äldre eliten.

#### Säsongen 2015

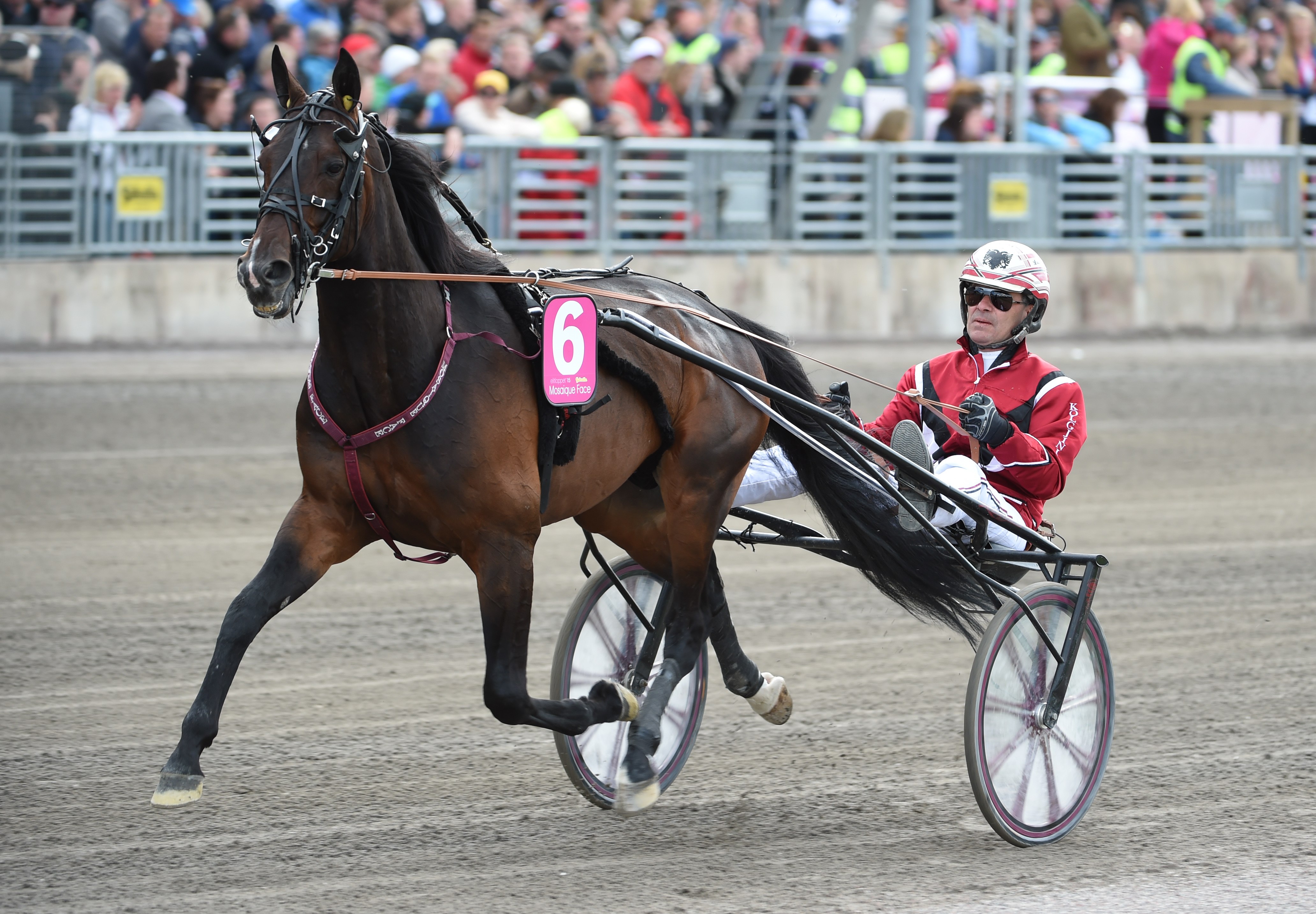
Mosaique Face och Lutfi Kolgjini inför finalen av Elitloppet 2015.

Från december 2014 till januari 2015 var Mosaique Face placerad i Frankrike för att tävla på Vincennesbanan i Paris. Han gjorde totalt sex starter på Vincennes utan någon seger. Han var oplacerad i fem av sex lopp, bland annat oplacerad den 25 januari 2015 i Prix d'Amérique, där han kördes av den franske kusken Pierre Vercruysse. Den 1 maj 2015 på Kalmartravet gjorde han Sverigecomeback efter sin sejour i Frankrike. Han slutade oplacerad i comebacken efter att ha förts ur loppet efter första sväng. Efter loppet framkom att Mosaique Face drabbats av hjärtflimmer. Ett par dagar senare friskförklarades han.
Den 23 maj 2015 i H.K.H.Prins Daniels Lopp på Gävletravet gjorde han sin första start efter problemen med hjärtflimmer. Han vann loppet med tre längder på den dittills världsårsbästa vinnartiden 1.09,0 över 1609 meter med autostart. Han säkrade i och med vinsten också en plats i 2015 års upplaga av Elitloppet på Solvalla den 31 maj. I Elitloppet slutade han på tredjeplats i sitt försökslopp, efter att ha travat i ledningen men över upploppet spurtats förbi av Royal Fighter och Nuncio. Tredjeplatsen räckte dock för att kvalificera sig bland de fyra främst placerade som gick vidare till final. Finalen ägde rum senare samma eftermiddag. Han kom på andraplats i finalen, då han var slagen med ett huvud av Magic Tonight. Efter loppet beskrevs Mosaique Face av sin uppfödare, tränare och kusk Lutfi Kolgjini som "den moraliska vinnaren av loppet", eftersom han travade utvändigt om ledaren (Magic Tonight) under hela loppet men ändå var så pass nära att vinna.
Andraplatsen i Elitloppet följdes upp med en start i Oslo Grand Prix den 14 juni 2015 på Bjerke Travbane, där han kördes av Adrian Kolgjini, och slutade på fjärdeplats. Den 11 juli 2015 kom han även på tredjeplats i Årjängs Stora Sprinterlopp. Tredjeplatsen i Årjängs Stora Sprinterlopp följdes upp med en femteplats i Hugo Åbergs Memorial och en andraplats i första heatet av Åby Stora Pris. Den 13 september, i säsongens näst sista start, vann han finalen av UET Trotting Masters på travbanan Hippodrome de Wallonie i Mons, Belgien. Han flögs därefter till USA, för att den 10 oktober starta i "VM-loppet" International Trot på Yonkers Raceway i Yonkers i New York. Han slutade oplacerad i loppet.
Vid den svenska Hästgalan i februari 2016 utsågs Mosaique Face till "Årets Äldre" för sina insatser under 2015. Han var även en av de fyra nominerade hästarna i kategorin "Årets Häst", men förlorade till Delicious U.S.

#### Säsongen 2016
Mosaique Face inledde säsongen 2016 i Frankrike. Han startade i Prix d'Amérique för andra gången i karriären den 31 januari 2016, men slutade oplacerad bakom vinnaren Bold Eagle. Efter Prix d'Amérique hade han ett tävlingsuppehåll på cirka tre månader innan han den 16 april 2016 gjorde första Sverigestarten för året i L.C. Peterson-Broddas Minneslöpning, som var ett uttagningslopp till Olympiatravet, på Jägersro. Han vann comebacken med fem längder från ledningen, och kvalificerade sig därmed för finalen av Olympiatravet den 30 april på Åbytravet. Han slutade oplacerad bakom vinnaren Your Highness i Olympiatravets final. Olympiatravet följdes upp med en fjärdeplats i H.K.H.Prins Daniels Lopp på Gävletravet den 21 maj 2016, ett lopp han hade vunnit föregående år. Ett par dagar efter loppet i Gävle blev han inbjuden till 2016 års upplaga av Elitloppet den 29 maj 2016 på Solvalla. Han startade i det första försöksloppet, där han slutade på femteplats och därmed inte kvalificerade sig för finalen.
Elitloppet följdes upp med start i Oslo Grand Prix på Bjerke Travbane utanför Oslo i Norge den 12 juni 2016, där han kom på fjärdeplats efter att ha travat i ledningen. Den 26 juli 2016 startade han igen, då i Hugo Åbergs Memorial på Jägersro där han kördes av Adrian Kolgjini. Han skar mållinjen som tvåa efter att ha blivit slagen med en halv längd av Propulsion som fick fritt från rygg ledaren. I efterhand fråntogs Propulsion segern (liksom alla sina andra segrar på svensk mark) då det 2020 framkom att han varit nervsnittad i sina hovar och ej varit startberättigad. Därmed tillföll segern i Hugo Åbergs 2016 istället Mosaique Face. Efter Hugo Åbergs startade han i Åby Stora Pris den 13 augusti 2016, där han tog en tredjeplats i första heatet och en andraplats i andra heatet. Den 18 september 2016 på Bjerke Travbane kom han på tredjeplats i finalen av 2016 års UET Trotting Masters. Mosaique Face travade under loppet utvändigt om loppets ledare och segrare Nuncio. Därefter följde en start i Svenskt Mästerskap på Åbytravet den 15 oktober 2016, där han kom på andraplats. Årets sista start gjordes den 29 oktober 2016 i C.L. Müllers Memorial på Jägersro, där han kom på fjärdeplats.

#### Avslut på karriären

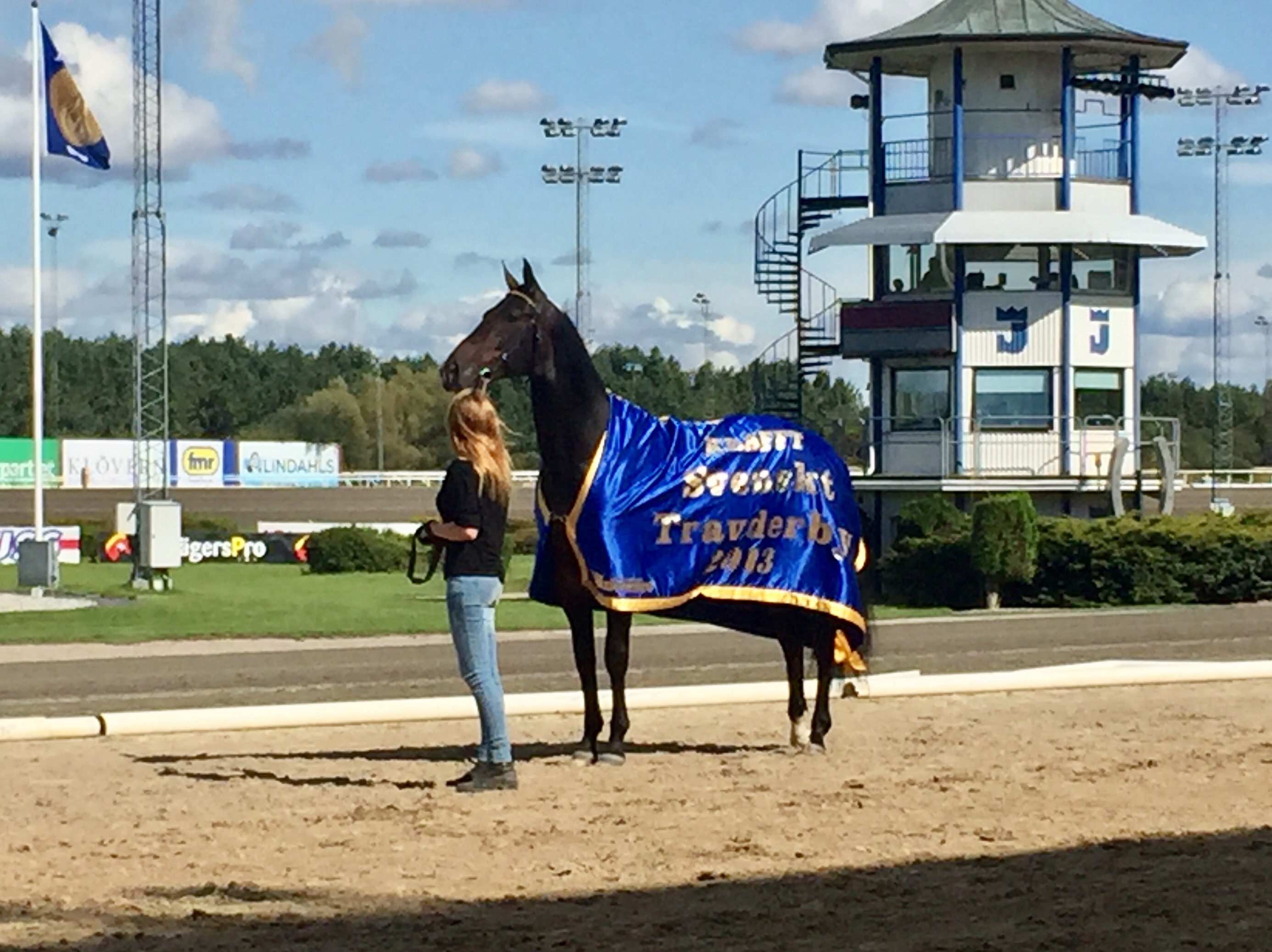
Mosaique Face avtackas på Jägersro den 3 september 2017.

Säsongen 2017 årsdebuterade Mosaique Face med en seger i Steinlagers Äreslöp den 18 mars på Momarken Travbane i Norge. Han kördes av Adrian Kolgjini. Detta kom att bli Mosaique Faces sista seger i karriären.
Efter årsdebuten följde en start i L.C. Peterson-Broddas Minneslöpning (som var ett uttagningslopp till Olympiatravet) den 18 april 2017 på Jägersro. Han kördes av Lutfi Kolgjini och de var favoritspelade till vinnaroddset 1.30 från startspår 8. Han slutade på fjärdeplats bakom vinnaren Spring Erom och kvalificerade sig därmed inte för finalen av Olympiatravet. Denna start kom att bli Mosaique Faces sista start på hemmabanan Jägersro. Efter loppet visade det sig att han hade dåliga blodvärden och han var därför borta från tävlingsbanan i drygt två månader. Årets tredje start gjordes den 10 juni 2017 i Jämtlands Stora Pris på Östersundstravet, där han slutade oplacerad efter att ha galopperat över upploppet. Galoppen kom efter att körande kusk Adrian Kolgjini tvingats korrigera honom i samband med att ledaren Västerbo Highflyer bröt ut. En vecka därefter startade han i Norrbottens Stora Pris på Bodentravet, där han slutade oplacerad efter att ha körts i högt tempo i ledningen. Årets femte start gjordes i Gulddivisionsloppet under Sprintermästarhelgen den 8 juli på Halmstadtravet, där han kördes av Lutfi Kolgjini. Han slutade oplacerad efter att ha travat i ledningen med Cruzado Dela Noche utvändigt om sig.
Den 11 juli 2017 meddelade tränare Kolgjini att Mosaique Face avslutar sin tävlingskarriär. Starten under Sprintermästarhelgen blev därmed karriärens sista start. Totalt sprang han in 14,4 miljoner kronor på 75 starter (varav 17 segrar, 17 andraplatser och 5 tredjeplatser) under sin tävlingskarriär mellan mars 2012 och juli 2017.
Under tävlingsdagen för Svenskt Travderby den 3 september 2017 på Jägersro avtackades Mosaique Face för sin framgångsrika karriär. Han bar sitt vinnartäcke från segern i Svenskt Travderby 2013 och segerloppet från Derbyfinalen 2013 visades i repris på banan.

## Avelskarriär
En första avelsbedömning för att värdera Mosaique Faces avelsvärde gjordes inför avelsvärderingsnämnden i Eskilstuna den 27 februari 2014. Han fick i avelsbedömningen 80 av 100 möjliga poäng, vilket innebär "högt skattat avelsvärde" (71-85 poäng).
Mosaique Face började verka i aveln under 2017 och första kullen föddes 2018. Sedan tävlingskarriärens slut sommaren 2017 är han avelshingst på heltid hos Lutfi Kolgjini. Hans första avkomma var hingsten Aquarius Face, undan Babsane Face (franskt sto, ee. Coktail Jet), som föddes den 21 februari 2018. Aquarius Face blev också hans första avkomma att starta på tävlingsbanan. Han tränas av Adrian Kolgjini och debuterade den 28 juli 2020 med att segra i ett tvååringslopp på Jägersro.

## Statistik
| Statistik för Mosaique Face (Ref.) | Statistik för Mosaique Face (Ref.) | Statistik för Mosaique Face (Ref.) | Statistik för Mosaique Face (Ref.) | Statistik för Mosaique Face (Ref.) | Statistik för Mosaique Face (Ref.) |
| ---------------------------------- | ---------------------------------- | ---------------------------------- | ---------------------------------- | ---------------------------------- | ---------------------------------- |
| Starter                            | Placeringar                        | Startprissumma                     | Segerprocent                       | Platsprocent                       | Rekord                             |
| 75                                 | 17-17-5                            | 14 409 178 kr                      | 23 %                               | 52 %                               | 1.09,0ak, 1.10,8am, 1.11,9al       |

- 75 starter totalt: 17 segrar, 17 andraplatser och 5 tredjeplatser.
- Segrat i lopp i tre olika länder: Sverige (15 segrar), Belgien (1 seger) och Norge (1 seger).
- 56 starter totalt i Sverige: 15 segrar.
- 20 starter totalt på hemmabanan Jägersro: 7 segrar.
- I lopp med sex-/sjusiffrigt förstapris på svensk mark: 9 segrar på 42 starter.
- I lopp under sommaren: 3 segrar på 26 starter (13 pallplaceringar).
- I lopp på svensk mark där han travat i ledningen: 11 segrar på 22 starter.[1]

### Löpningsrekord
| Datum             | Bana      | Lopp                      | Tid    | Distans | Startmetod           | Kusk              |
| ----------------- | --------- | ------------------------- | ------ | ------- | -------------------- | ----------------- |
| 23 maj 2015       | Gävle     | H.K.H. Prins Daniels Lopp | 1.09,0 | 1 609 m | amerikansk autostart | Lutfi Kolgjini    |
| 15 augusti 2015   | Åby       | Åby Stora Pris            | 1.09,5 | 1 640 m | autostart            | Lutfi Kolgjini    |
| 29 september 2013 | Solvalla  | Grand Prix l'UET          | 1.10,8 | 2 140 m | autostart            | Lutfi Kolgjini    |
| 13 september 2015 | Mons      | UET Trotting Masters      | 1.11,7 | 2 300 m | autostart            | Lutfi Kolgjini    |
| 29 oktober 2016   | Jägersro  | C.L. Müllers Memorial     | 1.11,9 | 2 640 m | autostart            | Lutfi Kolgjini    |
| 25 januari 2015   | Vincennes | Prix d'Amérique           | 1.13,9 | 2 700 m | fransk voltstart     | Pierre Vercruysse |

## Stamtavla
| Efter Classic Photo 2002 | S.J.'s Photo 1990   | Photo Maker     | Yankee Bambino   |
| Efter Classic Photo 2002 | S.J.'s Photo 1990   | Photo Maker     | Waynette         |
| Efter Classic Photo 2002 | S.J.'s Photo 1990   | Sassy Jane      | Kawartha Mon Ami |
| Efter Classic Photo 2002 | S.J.'s Photo 1990   | Sassy Jane      | Lady Jane        |
| Efter Classic Photo 2002 | Classic Winner 1995 | American Winner | Super Bowl       |
| Efter Classic Photo 2002 | Classic Winner 1995 | American Winner | B.J.'s Pleasure  |
| Efter Classic Photo 2002 | Classic Winner 1995 | Classic Somolli | Speedy Somolli   |
| Efter Classic Photo 2002 | Classic Winner 1995 | Classic Somolli | Gypsy C.         |
| Undan Iona L.B. 2004     | Supergill 1985      | Super Bowl      | Star's Pride     |
| Undan Iona L.B. 2004     | Supergill 1985      | Super Bowl      | Pillow Talk      |
| Undan Iona L.B. 2004     | Supergill 1985      | Winky's Gill    | Bonefish         |
| Undan Iona L.B. 2004     | Supergill 1985      | Winky's Gill    | Lassie Blue Chip |
| Undan Iona L.B. 2004     | Zenia L.B. 1996     | Valley Victory  | Baltic Speed     |
| Undan Iona L.B. 2004     | Zenia L.B. 1996     | Valley Victory  | Valley Victoria  |
| Undan Iona L.B. 2004     | Zenia L.B. 1996     | Armbro Megan    | Speedy Crown     |
| Undan Iona L.B. 2004     | Zenia L.B. 1996     | Armbro Megan    | Delemegan        |